# Асансьор
Вижте пояснителната страница за други значения на Асансьор.
Асансьорът е сложно съоръжение, предназначено да превозват хора и товари във вертикална посока. Посредством типа на задвижване се делят на електрически и хидравлични, въпреки че хидравличните също използват електричество. Чисто електрическият асансьор обикновено се задвижва подобно на електротелфер чрез електрически двигател , който задвижва тягови кабели и системи за противотежест. При хидравличния асансьор електрическа помпа изпомпва хидравлична течност, за да задейства цилиндрично бутало подобно на крик. В небостъргачи и други високи сгради често се използват високоскоростни асансьори, които се движат значително по-бързо от обикновените асансьори. Асансьорите се монтират от квалифициран персонал по точно определени чертежи.

## История
Според археологическите разкопки първият асансьор е използван още от древните римляни като има следи за това от 236 г. пр.н.е.
През 1793 г. Иван Кулибин проектира и конструира уникален за времето си асансьор. За първи път е използван в Санкт Петербург, а през 1816 г. и в Москва. В Лондон този асансьор се използва за първи път в 1823 г.
Хенри Уотърман от Ню Йорк конструира в 1850 г. нехидравличен товарен асансьор с въже, навивано на макара (като днешните лебедки и хаспели).
Американският изобретател Илайша Отис (1811 – 1861) осъществява в 1852 г. много съществено изобретение – обезопасен асансьор, който не пада при скъсване на въжето, след което асансьорите започнали да бъдат използвани и за хора.
В 1880 г. Вернер фон Сименс замества парния двигател с електрически.
Otis Elevator Company е най-големият производител на асансьори в света. На второ място е базираният в Швейцария Schindler Group, който е на първо място по производство на ескалатори. Началото на швейцарския гигант е положено в 1874 г. от Роберт Шиндлер в Люцерн. Други големи световни производители на асансьори са Thyssen, KONE, ORONA.
Двете водещи фирми (Otis и Schindler) въвеждат микропроцесорно управление на своите асансьори още в 1979 г.
Поради законите за достъп на инвалидни колички асансьорите често са законово изискване в новите многоетажни сгради, особено когато рампите за инвалидни колички не са възможни.

## Части на асансьора
Асансьорът се състои от механична (асансьорна кабина, врати, защитни устройства, захващащ механизъм, ограничители на скоростта, аварийна спирачка и т.н.) и електрическа част (главно електрическо табло, бутониери, индикатори, заключващи механизми и т.н.). Към механичната част спадат и всички фундаментни съоръжения (шахта, релсови пътища, буфери и т.н.).

### Хидравличен асансьор
Хидравличната система се състои от хидравлична помпа, която създава определено налягане и дебит, и хидравличен цилиндър, който преобразува дадените налягане и дебит в механична сила, повдигаща асансьорната кабина и товара в посока нагоре. При посока надолу скоростта на асансьора зависи от силата, с която тежестта на товара и тежестта на самата кабина заедно натискат буталото, и от диаметъра на маркуча, през който маслото се връща от цилиндъра към помпата, но най-вече се определя от клапана на хидравличния блок, който пропуска маслото обратно в станцията (казана). Чрез клапанен блок се регулира всяко едно движение на асансьора – нагоре или надолу, също както и преходите от бърз на бавен ход и окончателното спиране.

### Електрически асансьор
Посредством червячна двойка (зъбно колело и безконечен винт) въртящата сила на електродвигателя се предава на фрикционната шайба, в която са положени свързаните с асансьорната кабина и противотежестта носещи въжета.

## Парадокс на асансьора
Парадоксът на асансьора е забелязан за пръв път от двама физици, чиито офиси се намират на различни етажи на многоетажна сграда. Когато се налага да се ползва асансьор от долната част на сградата нагоре, всички асансьори се движели надолу. От друга страна от високите етажи асансьорите се движели винаги надолу.